# Logan Paul
Logan Alexander Paul (ur. 1 kwietnia 1995 w Westlake) – amerykański youtuber, aktor i wrestler. Po raz pierwszy zyskał rozgłos dzięki filmom wideo umieszczanych w serwisie Vine.
Następnie zajął się graniem w serialach telewizyjnych i w filmach. Jego praca w telewizji obejmuje epizod w Prawo i porządek: sekcja specjalna i rolę w komedii Weird Loners. Jego dotychczasowy dorobek filmowy to dystopia science-fiction The Thinning (na platformie YouTube Premium) i komedia dla dorosłych Airplane Mode.

## Dzieciństwo i młodość
Urodził się 1 kwietnia 1995. Jest synem Gregory’ego Alana Paula i Pameli Ann Stepnick. Dorastając w Ohio z młodszym bratem Jakiem w wieku 10 lat zaczął tworzyć filmy w internecie na swoim kanale Zoosh na YouTube.

## Kariera

### Filmy video na portalach społecznościowych
Zyskał sławę jako gwiazda w Internecie udostępniając filmy na serwisie Vine. W lutym 2014 roku miał ponad 3,1 mln obserwujących na różnych platformach społecznościowych. Do kwietnia 2014 roku zdobył 105 tys. obserwatorów na Twitterze, 361 tys. na Instagramie, 31 tys. polubień na Facebooku i około 150 tys. subskrybentów na swoim kanale YouTube. Na YouTube kompilacja filmów z serwisu Vine zdobyła ponad cztery miliony odsłon w pierwszym tygodniu po opublikowaniu. W 2015 roku został wyróżniony jako dziesiąta najbardziej wpływowa postać w serwisie Vine za swoje sześciosekundowe filmy, które przyniosły mu setki tysięcy dolarów dochodów z reklam. Do października 2015 jego filmy na Facebooku miały ponad 300 milionów odsłon.
Paul prowadzi codziennego vloga na YouTube, gdzie pokazuje efekty podjętych wyzwań, podczas gdy na innym kanale na YouTube, TheOfficialLoganPaul, umieszcza filmy krótkometrażowe.
Brał udział w wielu kampaniach reklamowych, między innymi dla takich marek jak Hanes, PepsiCo oraz HBO.
Codziennie dodaje vlogi na swoim kanale o nazwie Logan Paul Vlogs. W 2016 roku Comcast kupił od niego krótką cyfrową serię telewizyjną programu Logan Paul Vs.
Na początku 2015 roku pojawił się w serialu Prawo i porządek: Special Victims Unit. Wystąpił również w serialu telewizyjnym kanału Fox Weird Loners w roli Paula Twinsa. Zagrał w dwóch odcinkach ABC serialu familijnego Stitchers. W 2016 roku Paul wystąpił w filmie The Thinning u boku aktorki Peyton List.
W styczniu 2016 roku brał lekcje aktorstwa pod okiem nauczycieli i grup komediowych The Groundlings i Upright Citizens Brigade.

### Boks
9 listopada 2019 roku zadebiutował w zawodowym boksie, jego przeciwnikiem był Olajide Olatunji. Logan po 6 rundach przegrał przez niejednogłośną decyzją sędziowską.

## Lista walk bokserskich
0 zwycięstw – 1 porażka – 2 remis
| Wynik     | Bilans | Przeciwnik       | Rozstrzygnięcie | Runda | Data       | Miejsce                              | Uwagi                       |
| --------- | ------ | ---------------- | --------------- | ----- | ---------- | ------------------------------------ | --------------------------- |
| Remis     | 0-2-1  | Floyd Mayweather | Remis           | 8/8   | 06.06.2021 | Hard Rock Stadium, Miami Gardens     | Main event                  |
| Przegrana | 0-1-1  | Olajide Olatunji | SD              | 6/6   | 09.11.2019 | Staples Center, Los Angeles          | Main event                  |
| Remis     | 0-1-0  | Olajide Olatunji | Remis           | 6/6   | 25.08.2018 | Manchester Arena, Manchester England | Debiut w boksie, Main event |

## Życie prywatne
W październiku 2015 roku mieszkał w tym samym kompleksie apartamentów Hollywood and Vine w Hollywood w Kalifornii, jak inni jego znajomi z branży, między innymi Amanda Cerny, Juanpa Zurita, i Andrew Bachelor. Umożliwiło to lepszą współpracę między twórcami.

## Kontrowersje
Na początku 2018 roku spędzając czas w Japonii pojechał do lasu samobójców, aby nagrać vloga. Logan Paul został ostro skrytykowany za filmowanie zwłok przypadkowo znalezionej osoby i umieszczenie nagrania na YouTube. 2 stycznia nagrał film przepraszający. 24 stycznia nagrał film o samobójcach.

## Zdrowie
W październiku 2017 roku Paul wyznał w programie Jimmy Kimmel Live!, że na skutek popisu kaskaderskiego stracił 15% prawego jądra. Nagrywając jeden ze swoich filmów na portal Vine był w centrum handlowym i podczas popisu wylądował na krześle uszkadzając prawe jądro. Trzy dni później Paul poszedł do szpitala gdzie lekarze potwierdzili uszkodzenie prawego jądra.

## Dyskografia

### Single

#### Jako główny artysta
| Rok  | Singiel                             | Pozycje na listach przebojów | Pozycje na listach przebojów | Pozycje na listach przebojów | Certyfikat                  |
| Rok  | Singiel                             | USA                          | AUS                          | NZL                          | Certyfikat                  |
| ---- | ----------------------------------- | ---------------------------- | ---------------------------- | ---------------------------- | --------------------------- |
| 2017 | „Help Me Help You” (z Why Don’t We) | 5                            | 90                           | –                            | - USA: Platyna - CAN: Złoto |
| 2017 | „Outta My Hair”                     | –                            | –                            | –                            |                             |
| 2017 | „No Handlebars”                     | –                            | –                            | 6                            |                             |

#### Z gościnnym udziałem
| Rok  | Singiel                                                             |
| ---- | ------------------------------------------------------------------- |
| 2017 | „The Song of the Summer” (singel Dwayne’a Johnsona oraz Desiignera) |

### Teledyski
| Rok  | Tytuł                                               | Reżyser                |
| ---- | --------------------------------------------------- | ---------------------- |
| 2016 | „2016”                                              | Strø                   |
| 2017 | „Help Me Help You” (z Why Don’t We i Shay Mitchell) | Logan Paul             |
| 2017 | „The Fall of Jake Paul” (z Why Don’t We)            | Logan Paul             |
| 2017 | „The Rise of the Pauls” (z Jake Paul)               | Logan Paul             |
| 2017 | „Hero” (z Zirconem)                                 | Logan Paul             |
| 2017 | „No Handlebars”                                     | Logan Paul             |
| 2017 | „Outta My Hair” (z Bellą Thorne)                    | Eli Sokhn i Logan Paul |
| 2017 | „Santa Diss Track”                                  | Logan Paul             |
| 2018 | „The Number Song” (z Franke'm)                      | Logan Paul             |